# بروسو
بروسو (به ایتالیایی: Brosso) یک کومونه در ایتالیا است که در استان تورین واقع شده‌است.

## خصوصیات
بروسو ۱۱٫۳ کیلومترمربع مساحت و ۴۶۲ نفر جمعیت دارد و ۷۹۷ متر بالاتر از سطح دریا واقع شده‌است.